# Xã Elkland, Michigan
Xã Elkland (tiếng Anh: Elkland Township) là một xã thuộc quận Tuscola, tiểu bang Michigan, Hoa Kỳ. Năm 2010, dân số của xã này là 3.528 người.